# Alexandre Lamfalussy

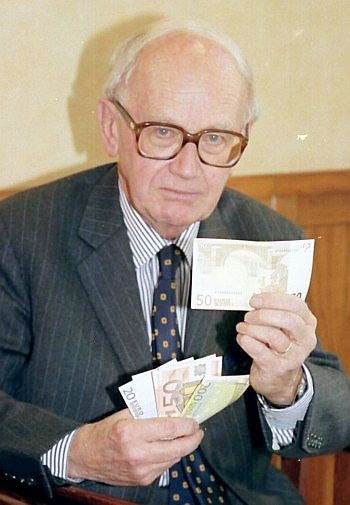
Alexandre Lamfalussy, 2003

Baron Alexandre Lamfalussy (* 26. April 1929 in Kapuvár, Ungarn als Sándor Lámfalussy; † 9. Mai 2015 in Ottignies-Louvain-la-Neuve, Belgien) war ein ungarisch-belgischer Ökonom, der als Vordenker und Befürworter des einheitlichen Europäischen Finanzsystems galt. Er war Präsident des Europäischen Währungsinstitutes.

## Leben
Lamfalussy verließ Ungarn 1949. Seine Ausbildung erwarb er an der Katholischen Universität Löwen (Belgien) und erhielt den Grad Dr. phil. der Wirtschaftswissenschaften von der Universität Oxford (Nuffield College). Später lehrte er an der Universität von Louvain und der Yale University.
1976 ging er als Wirtschaftsberater zur Bank für Internationalen Zahlungsausgleich (BIZ) in Basel, wo er in der Zeit von 1981 bis 1985 die Position des Assistant General Managers innehatte. Anschließend wurde er zum Generaldirektor der BIZ ernannt, was er bis Ende 1993 blieb.
In der Zeit von 1994 bis 1997 war Lamfalussy Präsident des Europäischen Währungsinstitutes in Frankfurt am Main, des Vorläuferinstituts der Europäischen Zentralbank. Als solcher leistete er Vorarbeit um die Einführung des Euro. Seit 1996 trug er den ihm vom belgischen König Albert II. verliehenen Adelstitel eines Barons.
Als Kapitalmarktexperte war er Autor zahlreicher wissenschaftlicher Abhandlungen und Bücher über Wirtschaftspolitik.
Seinen Namen trägt auch das Lamfalussy-Verfahren, welches von einem „Ausschuss der Weisen“, dessen Vorsitz Lamfalussy innehatte, erarbeitet wurde.
Seit 2003 schreibt die Europäische Zentralbank das mit bis zu 10.000 Euro dotierte ECB Lamfalussy Research Fellowship aus.